# Bahnhof Kreiensen
Der Bahnhof Kreiensen ist ein Eisenbahnknoten und Keilbahnhof in der Stadt Einbeck (Kreiensen) im Landkreis Northeim.
Als Umsteigebahnhof zwischen den Bahnstrecken Hannover–Göttingen und der zwischen den Landkreisen Goslar und Landkreis Holzminden verlaufenden Braunschweigischen Südbahn ist er von regionaler Bedeutung für Bahnreisende in Südniedersachsen.

## Geschichte
Der erste Bahnhof in dem im Braunschweiger Territorium liegenden Ort Kreiensen wurde 1854 eingerichtet. Er bestand aus Stationsgebäude, Nebengebäude und Güterschuppen, sowie als Erweiterung aus Nebenanlagen. Er wurde zu eng, als 1865 die Bahnstrecke Altenbeken–Kreiensen dazukam. 1866 waren auch die Bahnstrecke Braunschweig–Bad Harzburg, die aus dem Herzogtum Braunschweig kam, und die Bahnstrecke Vienenburg–Goslar angeschlossen, so dass 1886 der Neubau der Bahnhofsgebäude begann. Wappenreliefs des Braunschweiger Löwen an der Ostseite und mit dem Preußischen Adler an der Westseite spiegeln die gemeinsame hannoversch-braunschweigische Nutzung wider – direkt nördlich und südlich befand sich die seit 1866 preußische Provinz Hannover. Baumeister Richard Herzig ließ dafür 35.000 gelbe und rote Verblendziegel sowie 110.000 Hintermauererungsziegel anliefern.
Da die Schienen zwei Ortslagen Kreiensens trennten, wurde eine Fußgängerbrücke errichtet. Sie wurde nach dem Baukonzept des Max Möller mit fischbauchförmigen Tragrippen aufgeführt bei Spannweiten von 124 m und 58 m.
1923 kam es im Nachtverkehr zu einem Auffahrunfall zweier Züge, wobei 48 Personen umkamen.
Am 22. Februar 1945 wurde der Bahnhof Kreiensen das Ziel eines Luftangriffes.
Am 19. November 1956 wurde hier das erste Spurplanstellwerk der Welt von Siemens installiert, für das ein neues Gebäude südlich des Empfangsgebäudes errichtet wurde. Es konnte die Aufgaben von sechs Stellwerken alten Typs übernehmen. Zwei Fahrdienstleiter bedienten je eine Bahnhofshälfte des Keilbahnhofes, die nur an der Südseite durch drei Gleise verbunden waren.
Am 24. Mai 1963 erreichte der erste elektrisch betriebene Zug Kreiensen.
Am 13. November 2011 wurde das aus der Betriebszentrale Hannover ferngesteuerte elektronische Stellwerk in Betrieb genommen.
Zwischen 2012 und 2014 wurden die Bahnsteige und Überdachungen renoviert und das gesamte Bahnhofsgelände neu gestaltet.

## Empfangsgebäude
Nach Plänen von Hubert Stier (1886) wurde das Empfangsgebäude 1887 bis 1889 erbaut an der Hannöversche Südbahn und zugleich als Keilbahnhof für die hier zusammentreffende Linie der Braunschweigischen Eisenbahn. Der monumental-repräsentative Bau mit Fassaden im Stil der  Neorenaissance zeigt Verblender und Formsteine aus gelben Ziegeln, Mettlacher Fliesen sowie Einfassungen und Gesimse aus rotem Sandstein. Die im niedersächsischen Eisenbahnnetz einmalige Bauform greift nicht das Ortsbild, sondern die Bedeutung als Bahnknotenpunkt auf. An der Nordseite wurde ein Fürstenpavillon mit Fürstenzimmer angebaut, in dem es 1889 zu einem Treffen des Otto von Bismarck mit dem russischen Zar Alexander III. kam. 1959 entstanden die Bahnhofsszenen aus Charkow in der Stalingradverfilmung Hunde, wollt ihr ewig leben von Frank Wisbar auf dem Bahnhof Kreiensen.

Eine Versteigerung des Baudenkmals durch DB Station&Service fand im September 2016 statt. Der neue Privateigentümer setzte eine Umnutzung bisher nicht um; das Gebäude steht – bis auf einen von der Bahn genutzten Wartesaal im stark veränderten ehemaligen Fürstenzimmer – weitgehend leer (Stand August 2025).

Galerie
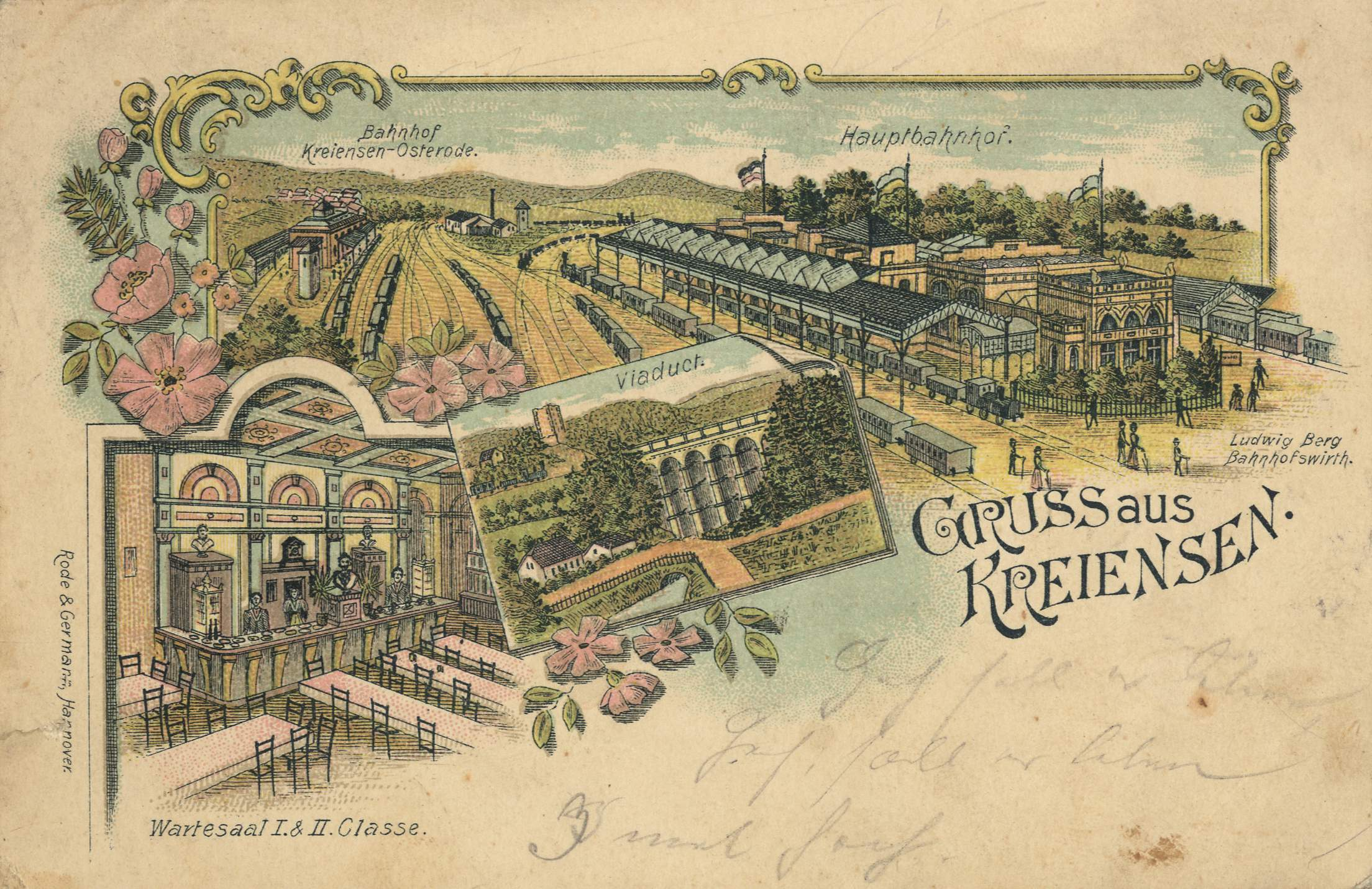
Bahnhof Kreiensen mit Bahnsteighallen, Ansichtskarte (1899 gelaufen)
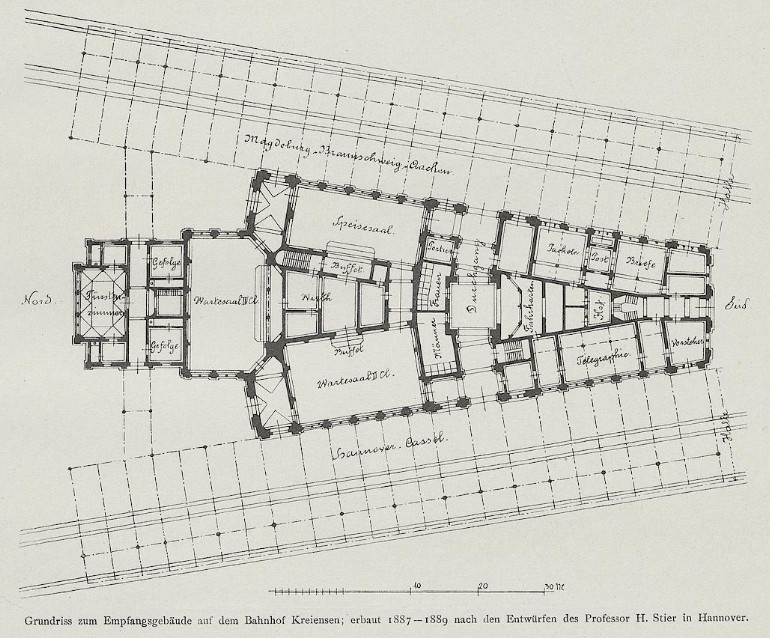
Grundriss des Empfangsgebäudes, 1891 (Norden ist links)
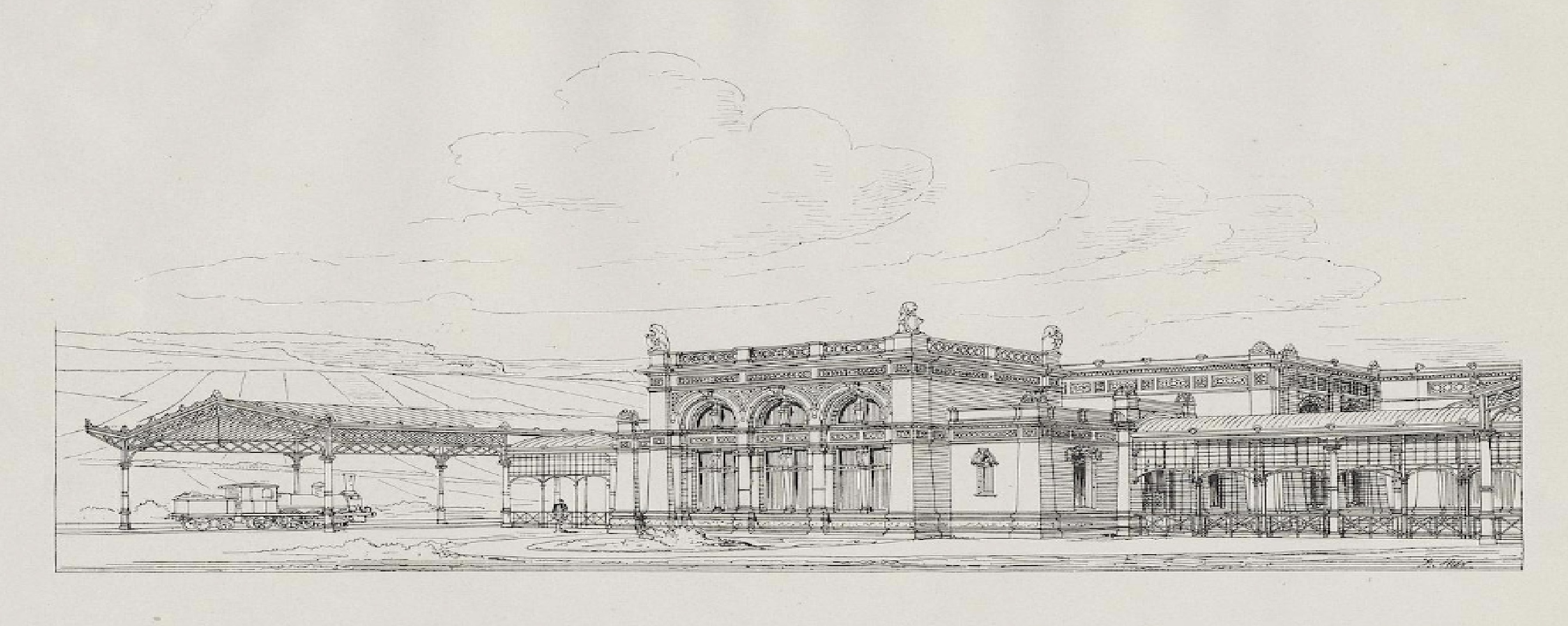
Vedute des Empfangsgebäudes von Nordwesten, in der Mitte der Fürstenpavillon (Zeichnung von Hubert Stier, veröffentlicht 1891)
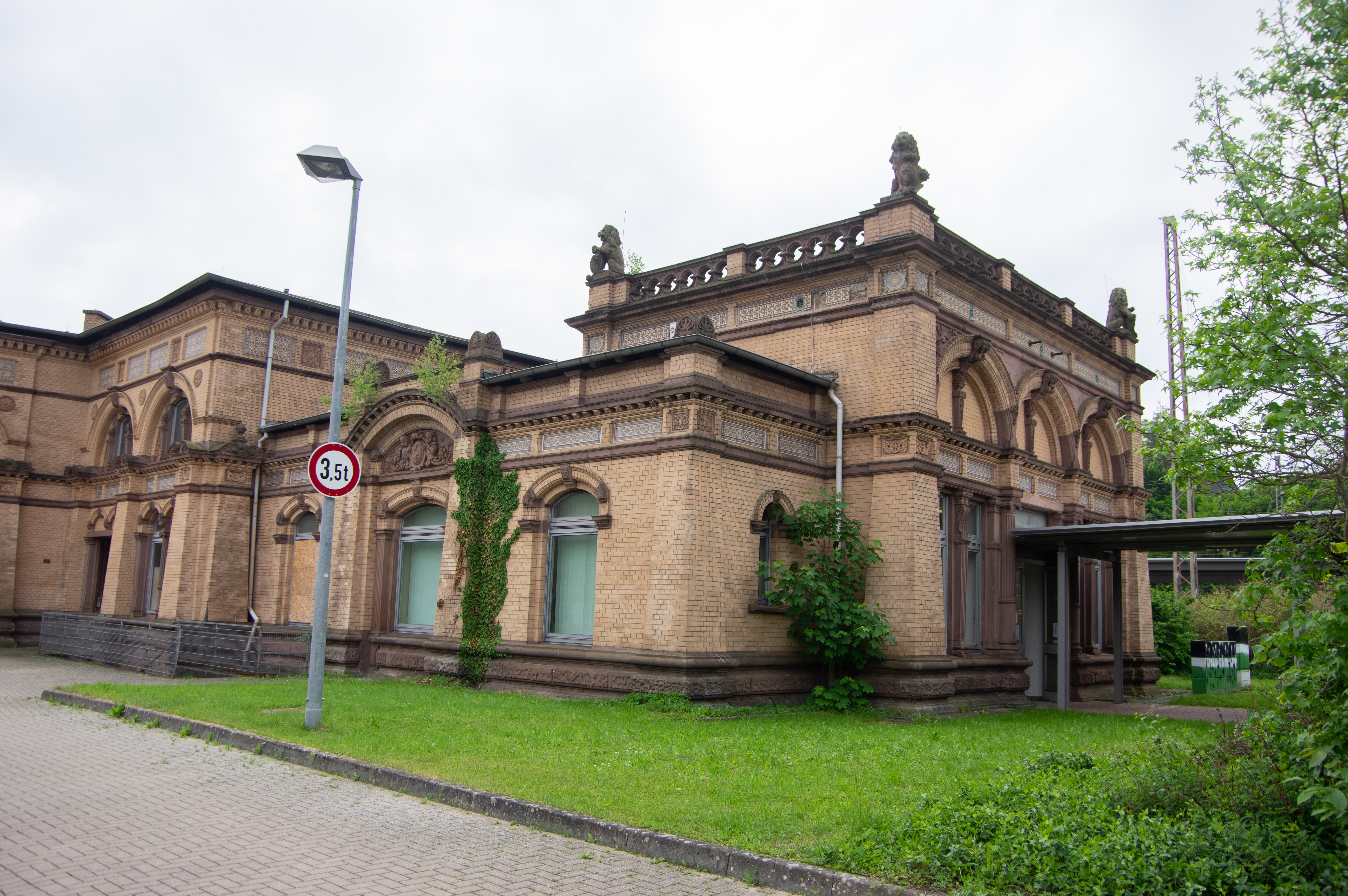
Ansicht von Nordosten, mit ehemaligem Fürstenpavillon (2021)
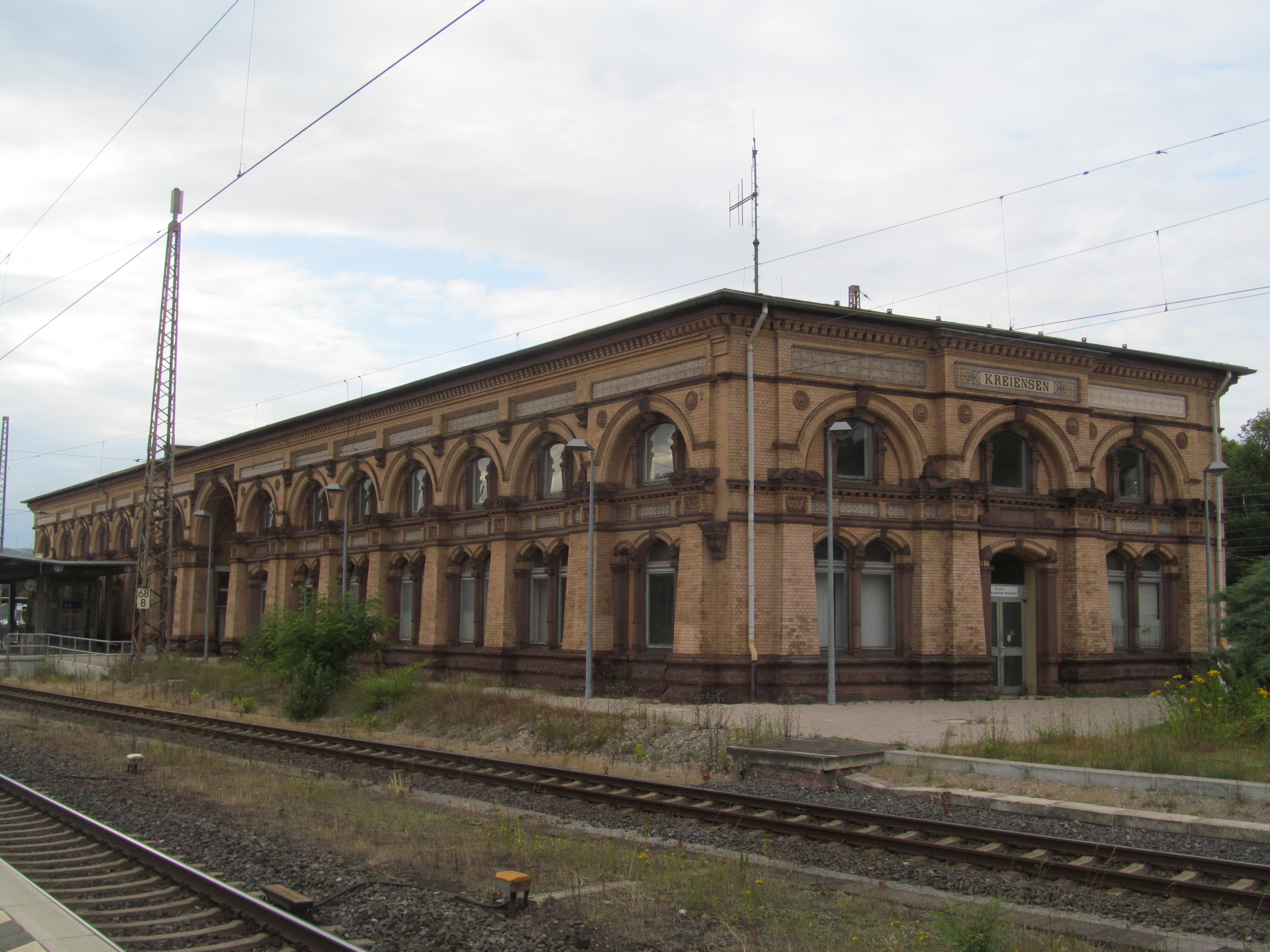
Ansicht von Südwesten (2019)
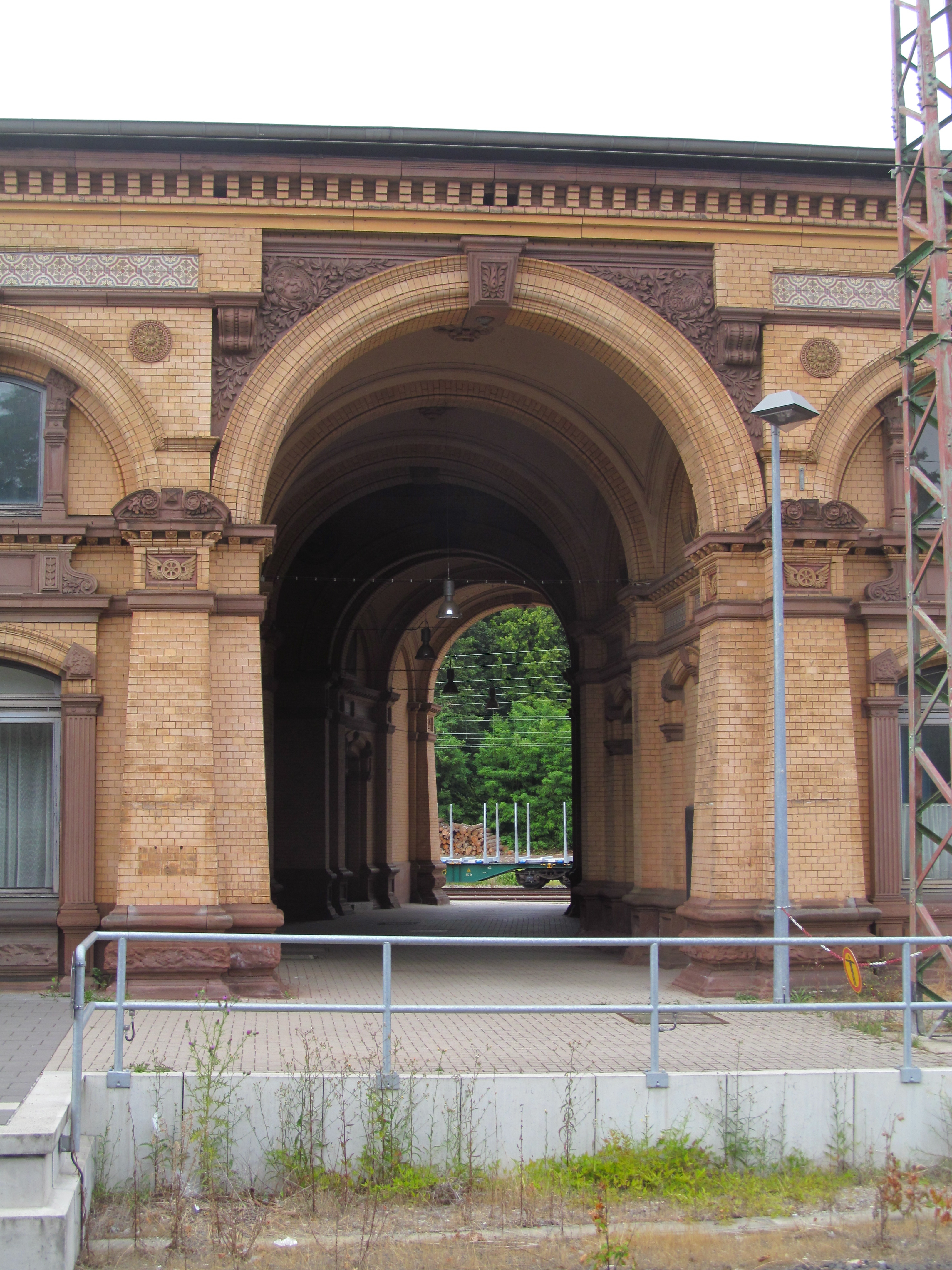
Bogendurchgang von der preußischen zur braunschweigischen Bahnsteigseite (2019)
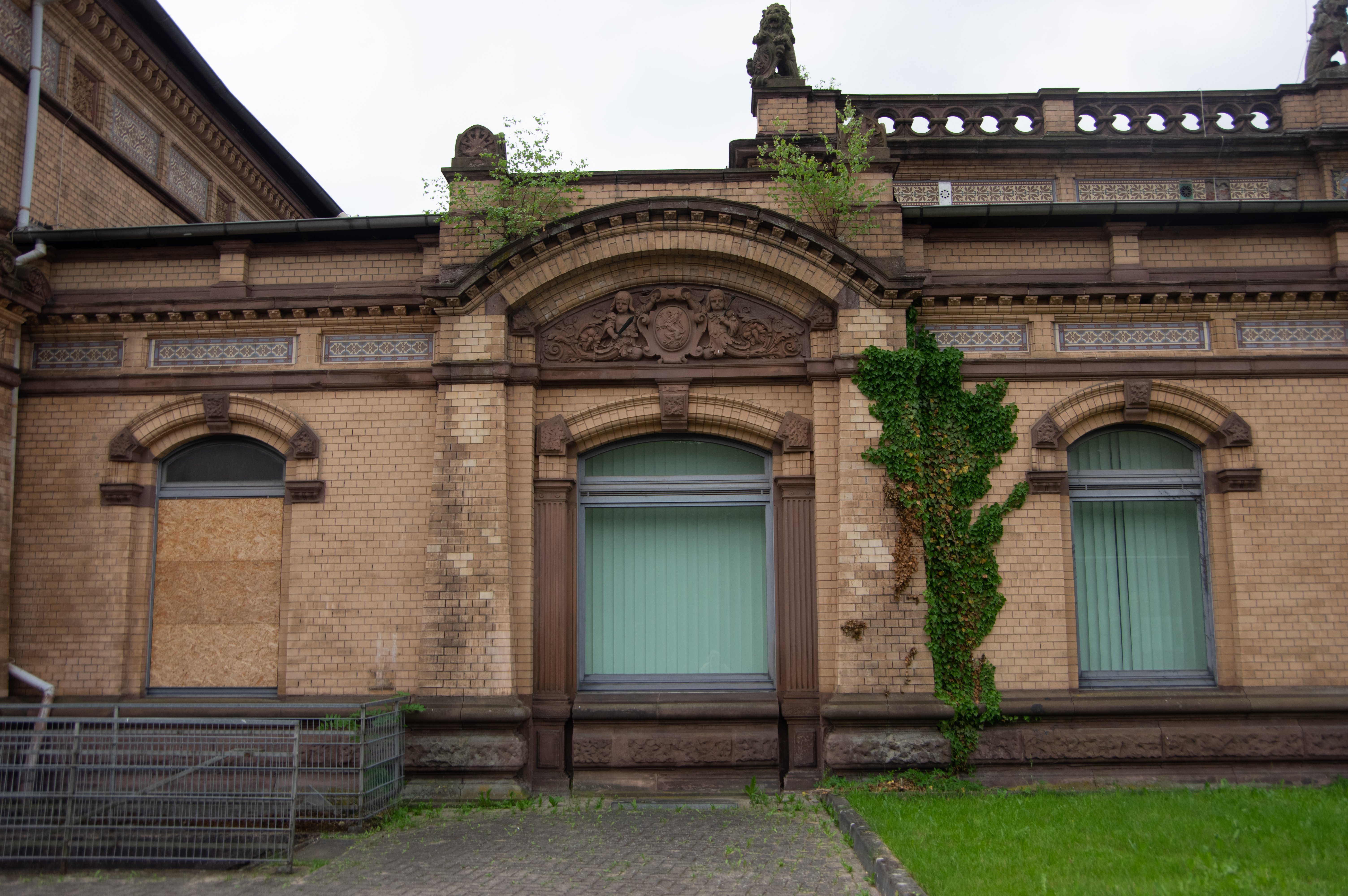
Ehemaliges Portal mit braunschweiger Wappenrelief (2021)
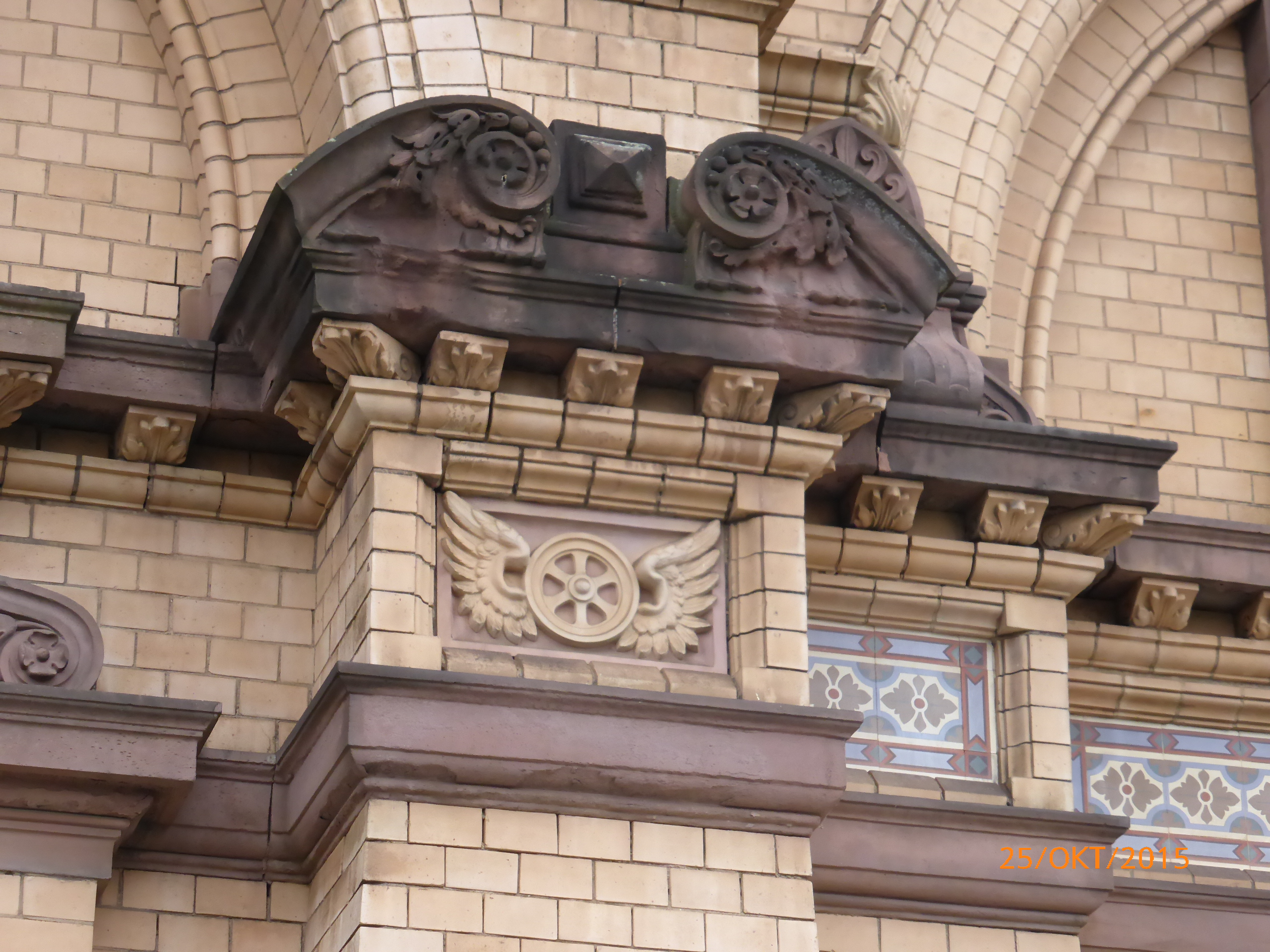
Fassadendetail mit Flügelrad (2015)

## Anlagen
Der Bahnhof ist als Keilbahnhof angelegt. Verbindungen zwischen beiden Strecken gibt es nur im Süden des Bahnhofs. Die Strecke nach Altenbeken kreuzt die Hannöversche Südbahn im Süden auf einer Überführung.
Die Westseite an der Südbahn verfügt über den Hausbahnsteig und einen Inselbahnsteig, der durch eine Unterführung mit Treppe und Aufzug erreicht werden kann.
Die Ostseite hat den Hausbahnsteig und einen Zwischenbahnsteig, der höhengleich erreicht wird. Außerdem gibt es nördlich drei Kopfgleise Richtung Seesen, von denen heute eines einen Bahnsteig hat.
Daneben gibt es noch Durchfahrtsgleise ohne Bahnsteig und Nebengleise. Viele Nebengleise sind inzwischen stillgelegt und teilweise abgebaut.

## Kreiensen Ost
Östlich des Bahnhofs lag das Bahnhofsgebäude der 1899 eröffneten Kreisbahn Osterode–Kreiensen. Diese Bahn war in 750-mm-Spur ausgeführt. Zwischen den Normalspur- und den Schmalspurgleisen lagen zwei Rollbock-Gruben und auch eine Umladebühne. Am zweistöckigen Empfangsgebäude gab es einen Bahnsteig, von dort führte eine Fußgängerbrücke zum Staatsbahnhof. 1943 wurde ein Dreischienengleis bis Kalefeld verlegt. Die Normalspur fädelte kurz vor dem Schmalspurbahnhof aus und führte direkt in den Normalspurteil des Bahnhofs. Der Schmalspurbetrieb wurde 1963 eingestellt, das Normalspurgleis bis Kalefeld wurde noch bis 2007 bedient, dann wurde der Verkehr wegen einer Gleisunterspülung eingestellt. Ein Reststück dient heute noch als Ausziehgleis. Das Bahnhofgebäude und der Lokschuppen wurden abgerissen, ein ehemaliger Busschuppen ist auf dem Gelände dem Verfall preisgegeben.

## Betrieb
Der Betrieb umfasst Güter- und Reisezüge. Der Bahnhof dient als Umsteigebahnhof. Angefahren wird er im Personenverkehr von der DB Regio, der NordWestBahn und der Metronom Eisenbahngesellschaft, zu Rangierzwecken auch von der Ilmebahn. Zudem ist er eine Busstation im Verkehrsverbund Süd-Niedersachsen (VSN). 
Ehemals war der Bahnhof auch eine wichtige Station im Fernverkehr und ein Knotenpunkt im Gepäck- und Postverkehr. Mit dem Fahrplanwechsel 2018/2019 im Dezember 2018 wurde der Bahnhof Kreiensen vom IC- zum ICE-Verkehrshalt mit vier ICE-Halten. Diese einzelnen ICE-Verbindungen wurden zum Fahrplanwechsel 2023/24 wieder gestrichen. Seitdem weist Kreiensen keinen planmäßigen Fernverkehr auf.
Im Norden des Bahnhofgeländes gibt es eine heute noch vorhandene Umschlaghalle.
Im Güterverkehr ist der Bahnhof seit Anfang 2018 Rangierbahnhof für die in regelmäßigen Abständen verkehrenden Holzganzzüge von und nach Langelsheim bzw. Stadtoldendorf. Ziele dieser Holzzüge sind in der Regel: Augsburg, Wörgl, Wismar, Bad Kleinen, Ingolstadt sowie Plauen/Vogtl.
| Linie                | Fahrtverlauf | Takt                                                              | EVU           |
| -------------------- | --- | ----------------------------------------------------------------- | ------------- |
| RE 2                 | (Uelzen – Celle –) Hannover Hbf – Elze (Han) – Alfeld – Kreiensen – Einbeck-Salzderhelden – Northeim (Han) – Nörten-Hardenberg – Göttingen                                                                                               | 60 min                                                            | Metronom      |
| RB 82                | Bad Harzburg – Oker – Goslar – Langelsheim – Seesen – Bad Gandersheim – Kreiensen – Northeim (Han) – Göttingen | 2x 120 min (Bad Harzburg–Kreiensen) 120 min (Kreiensen–Göttingen) | DB Regio Nord |
| RB 84                | Egge-Bahn: Paderborn Hbf – Altenbeken – Bad Driburg (Westf) – Brakel (Höxter) – Höxter-Ottbergen – Höxter-Godelheim – Höxter Rathaus – Höxter-Lüchtringen – Holzminden – Stadtoldendorf – Kreiensen Stand: Fahrplanwechsel Dezember 2023 | 60 min (Paderborn–Holzminden) 120 min (Holzminden–Kreiensen)      | NordWestBahn  |
| Stand: Dezember 2024 | |                                                                   |               |

Zusätzlich verkehrt morgens ein einzelnes Zugpaar der DB Regio Nord über Bad Gandersheim, Seesen und Salzgitter-Bad (RB 46) nach Braunschweig Hbf.